# Intro (scène démo)
Une intro est, dans le domaine de la scène démo, une démo d'une taille réduite, généralement moins d'une centaine de kilooctets.

## Origine
Le terme d'« intro » provient directement des crack intros, petites séquences logicielles ajoutées en introduction des programmes déplombés par des groupes de pirates informatiques dans les années 1980. Ces séquences, prenant peu à peu la forme de programmes autonomes sans rapport avec le piratage, finirent par évoluer pour donner naissance à la scène démo. Dans cette approche, les intros sont des démos qui partagent avec ces crack intros une petite taille.

## Caractéristiques
Les intros sont traditionnellement regroupées en deux grandes catégories suivant leur taille : les intros 64k et les intros 4k. Les intros 64k prennent la forme d'un fichier exécutable de moins de 65 536 octets, une limitation héritée de la taille maximale d'un fichier .com sur MS-DOS. Les intros 4k font moins de 4 096 octets. D'autres tailles sont également envisageables (l'annuaire Pouët en recense de nombreux types, le plus petit regroupant des programmes de moins de 32 octets).
Les intros ne font pas appel à des fichiers externes (par exemple pour stocker des musiques ou des graphismes) : la totalité d'une telle démo est donc contenue dans le fichier exécutable. Elles font donc grand usage des techniques de génération procédurale, de synthèse sonore et de compression de données (une forme particulière de fichiers auto-extractibles).